# نوک‌سرخ دم‌سرخ

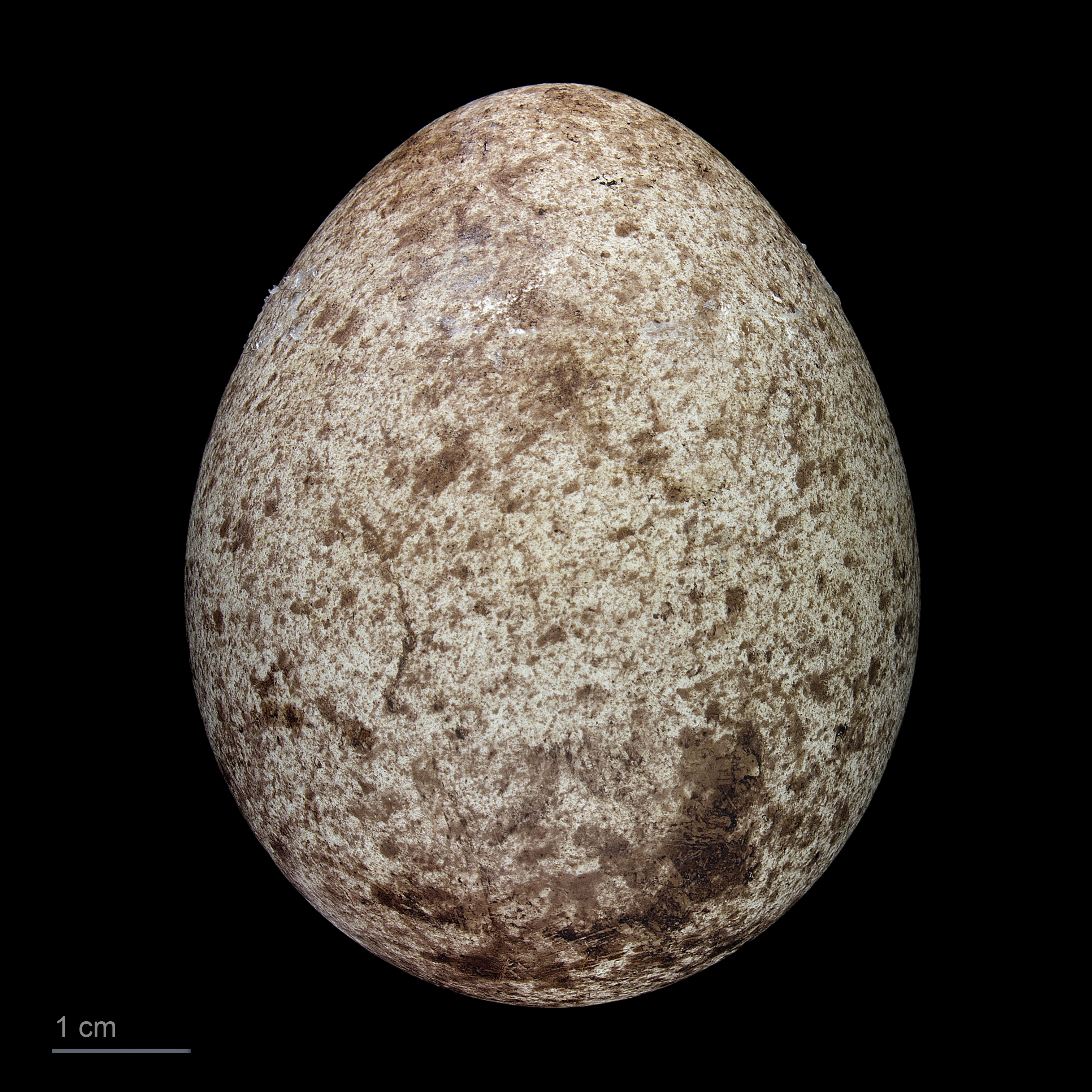
Phaethon rubricauda

 نوک‌سرخ دم‌سرخ(نام علمی: Phaethon rubricauda) نام یک گونه از سرده نوک‌سرخیان است.